# Діерфілд (Нью-Йорк)
Діерфілд (англ. Deerfield) — місто (англ. town) в США, в окрузі Онейда штату Нью-Йорк. Населення — 3983 особи (2020).

## Демографія
Згідно з переписом 2010 року, у місті мешкали 4273 особи в 1644 домогосподарствах у складі 1228 родин. Було 1731 помешкання
Расовий склад населення:
| - 97,6 % — білих - 1,0 % — азіатів - 0,5 % — чорних або афроамериканців |

До двох чи більше рас належало 0,7 %. Частка іспаномовних становила 1,1 % від усіх жителів.
За віковим діапазоном населення розподілялося таким чином: 22,9 % — особи молодші 18 років, 61,4 % — особи у віці 18—64 років, 15,7 % — особи у віці 65 років та старші. Медіана віку мешканця становила 43,9 року. На 100 осіб жіночої статі у місті припадало 98,7 чоловіків;  на 100 жінок у віці від 18 років та старших — 96,1 чоловіків також старших 18 років.
Середній дохід на одне домашнє господарство  становив 85 776 доларів США (медіана — 78 403), а середній дохід на одну сім'ю — 96 542 долари (медіана — 94 013). Медіана доходів становила 56 114 долари для чоловіків та 47 450 доларів для жінок. За межею бідності перебувало 5,6 % осіб, у тому числі 2,4 % дітей у віці до 18 років та 7,0 % осіб у віці 65 років та старших.
Цивільне працевлаштоване населення становило 2183 особи. Основні галузі зайнятості: освіта, охорона здоров'я та соціальна допомога — 33,5 %, науковці, спеціалісти, менеджери — 12,7 %, фінанси, страхування та нерухомість — 9,8 %, роздрібна торгівля — 9,2 %.